# جيمس شامبيرس
جيمس شامبيرس (بالإنجليزية: James Chambers)‏ (20 نوفمبر 1980 بساندويل في المملكة المتحدة - ) هو لاعب كرة قدم بريطاني في مركز الدفاع. شارك مع منتخب إنجلترا تحت 20 سنة لكرة القدم. أما مع النوادي، فقد لعب مع كارديف سيتي وليستر سيتي ونادي دونكاستر روفرز ونادي هيرفورد ونادي واتفورد ونادي والسول ووست بروميتش ألبيون.

## وصلات خارجية
- جيمس شامبيرس على موقع قاعدة بيانات كرة القدم.إي يو (الإنجليزية)
- جيمس شامبيرس على موقع Soccerbase.com (لاعب) (الإنجليزية)
- جيمس شامبيرس على موقع عالم كرة القدم.نت (الإنجليزية)